# Faber and Faber
Faber and Faber Limited, soms Faber & Faber, soms afgekort tot Faber, is een uitgeverij in het Verenigd Koninkrijk, opgericht in 1929.
Bij Faber and Faber zijn verschillende bekende boeken uitgegeven zoals William Golding's "Lord of the Flies" en werk van T.S. Eliot. 
In 2006 is Faber and Faber uitgeroepen tot  KPMG uitgever van het jaar.